# Förintelsemuseet
Förintelsemuseet i Budapest öppnades år 2004 i samband med att man renoverade synagogan. I dag är synagogan en del av museet. Utställningarna består av bilder, filmer, tidningsurklipp, musik och objekt från tiden kring Andra världskriget. Museet innehåller till viss del bilder från koncentrationsläger och gaskammare under nazisternas förintelse av bland annat judar men även bilder på vuxna och barn som nazisterna utförde medicinska experiment på.